# Acragas fallax
Acragas fallax är en spindelart som först beskrevs av George William Peckham och Elizabeth Maria Gifford Peckham 1896.  Acragas fallax ingår i släktet Acragas och familjen hoppspindlar. Inga underarter finns listade i Catalogue of Life.